# Praamgracht
De Praamgracht is een kanaal dat van Maartensdijk naar de rivier de Eem bij Baarn loopt. De twaalf kilometer vaart bestaat uit de Praamgracht bij Baarn, de Pijnenburger Grift en de Maartensdijkse Dwarswetering. De turfvaart is genoemd naar het vaartuig praam.

## Tracee
De Praamgracht loopt bij het Nonnenland aan de noordzijde van de Embranchementsweg en duikt bij landgoed Pijnenburg onder de Biltseweg (N234) door naar 't Spiehuis. Vervolgens loopt de sloot als Pijnenburger Grift door het bos en na de Wieksloterweg naar de kruising Biltseweg-Koningsweg. Hier duikt de Praamgracht wederom onder het kruispunt door en loopt dan langs de noordzijde van de Biltseweg richting paleis Soestdijk en vormt daar de gemeentegrens tussen Soest en Baarn. De gracht loopt vervolgens onder de N221 door en gaat dan vlak langs herdenkingsmonument De Naald. Dan gaat de gracht verder onder de spoorlijn Baarn-Amersfoort door om voorbij de zuidelijke woonwijk Eemdal van Baarn uit te monden in de Eem.

## Laagte van Pijnenburg
De Praamgracht ligt in de Laagte van Pijnenburg, een laag gelegen gebied tussen Baarn, Soest, Bilthoven en Hollandsche Rading. Door de lage ligging is het een vochtig scheidingsgebied tussen de hoger gelegen stuwwallen van de Utrechtse Heuvelrug en ’t Gooi. Na de laatste ijstijd vormde zich in deze laagte hoogveen. Het was een slecht toegankelijk gebied dat vanaf de Middeleeuwen geleidelijk werd ontgonnen. Bijzonder is dat het tot de 19e eeuw nog een grotendeels boomloos gebied was. In de 10e eeuw schonk de bisschop van Utrecht het veengebied bij Lage Vuursche aan het kapittel van Sint Jan. 

## Ontginning en turf
De Baarnse Venen of ‘Wilde Venen’ bestonden naast de wilde venen achter  Drakenburg en de venen bij landgoed ‘De Eult’, ter hoogte van het latere Baarnse Bos en Paleis Soestdijk. Dit gebied van ‘De Eult’ liep door tot aan het veen van het vrouwenklooster Oostbroek van Oostbroek. Bij de ontmoeting met de Vuursche Venen bleef een driehoekig terrein over. Op dit ‘Gheerkin Veens’ kwam naderhand de buitenplaats Pijnenburg. De Vuursche Venen moeten na 1359 ontgonnen zijn. De zoon van Werner van Drakenburg kreeg toen de gronden in erfpacht van het kapittel van Sint-Jan te Utrecht. Hij breidde deze dertig jaar later uit met gronden van het Vrouwenklooster uit De Bilt. Vanaf de middeleeuwen was het steken van turf hier een winstgevend bedrijf. 

### Soester Veengracht
Om de Soester en Heezer Venen ten zuiden van Baarn en De Vuursche te ontwateren en turf af te kunnen voeren werd vanaf 1239 de Soester Veengracht gegraven. Deze gracht liep vanaf de Veensloot bij de Veenhuizertol naar de Oude Melm aan de Eem. Bij de Eem mondde de Soester Veengracht uit ‘aan het overste eind bij het huis van de heer van Abcoude’ bij de Oude of Grote Melm. Hiermee wordt het huis Hamelenburg in de polder De Slaag bedoeld. De Soester Veengracht werd echter steeds moeilijker bevaarbaar. 

### Wieksloot
Al in 1399 wordt de Soester Wieksloterweg als ‘Wijksloot’ genoemd als grens- en afvoersloot tussen het Heezer- en het Soester Veen. Via deze Wieksloot en de Soester Veensloot ging de turf met pramen via het Soester Grachtje naar de Eem. 

### Pijnenburger Grift
Vanaf De Vuursche ter hoogte van het Nonnenland liep destijds een gracht naar de Oude Soester Veengracht. Het deel van de gracht bij het Nonnenland zou in de 16e eeuw de Pijnenburger Grift worden genoemd, naar het landgoed Pijnenburg. ‘Grift’ is een naam voor een gegraven kanaal of beek.

## Praamgracht
Nadat het Oude Grachtje minder goed bevaarbaar was geworden, werd tussen 1563 en 1569 een praamgracht gegraven, naar de pramen waarmee het turf werd vervoerd. Deze Praamgracht liep op Baarns grondgebied vanaf de Veenhuizer Tol rechtstreeks naar de Eem. De aanleg gebeurde door de Utrechtse regenten Jan van Cuijck en Johan Bol. De benodigde grond werd onteigend, waarbij onwilligen door de Maarschalk van Eemland, die op het Huis Ter Eem woonde, met geweld gedwongen konden worden. Over het jaagpad langs de Pijnenburger Grift zou later de (Oude) Biltseweg worden aangelegd. De verbinding met de Soester Gracht werd ter hoogte van Veenhuizen afgeschot. De Soester Gracht werd daarna enkel nog gevoed werd met water van de Veensloot. Na de aanleg van de Praamgracht werd de Soester Veengracht het ‘Oude’ Grachtje genoemd.

## Aansluiting met Maartensdijkse Dwarswetering
In de 15e eeuw werd vanuit Maartensdijk de Maartensdijkse Dwarswetering gegraven. 
De Maartensdijkse Dwarswetering werd oostwaarts doorgetrokken en kreeg bij het Nonnenland aansluiting op de Pijnenburger Grift en de Praamgracht. Zo ontstond een lange turfvaart tussen Vecht en Eem. Daarmee ontstond tegelijk een directe route van de Eem tot aan Utrecht. Deze was door de geringe diepte slechts bevaarbaar door kleine platbodems.
In de Maartensdijkse Dwarsvaart bevinden zich nog een aantal schutten voor het overbruggen van de hoogte. Deze stuwtjes in de dorpswetering kunnen het water op peil houden in het hoger gelegen deel van de gracht. Op een kaart uit 1840 blijkt dat het schut bij de kerk dubbel was uitgevoerd en dus in feite een schutsluis is. De ruimte tussen de beide schutten staat dan ook vermeld als 'de Kolk’. De schutten bestaan uit gemetselde walkanten met gleuven, waarin een houten schot, het zogeheten valschut, op en neer kan worden bewogen. Het daartoe dienende mechanisme wordt gevormd door een metalen juk met een afdakje, een ronddraaiende as en een handwiel. De schutten werden bediend door schutwachters, vaak boeren uit de omgeving, die benoemd werden door het waterschap.

## De Eemvaart
Plannen om de vaarweg vanuit Utrecht uit te bouwen tot een kanaal voor grotere schepen, de Eemvaart, bestonden vanaf de 17e eeuw maar zijn nooit verwezenlijkt. Na de bouw van het Merwedekanaal in 1892 verviel de noodzaak van een verbinding met de Eem.